# San Juan Ixcaquixtla
San Juan Ixcaquixtla är en ort i Mexiko.   Den ligger i kommunen Ixcaquixtla och delstaten Puebla, i den sydöstra delen av landet, 170 km sydost om huvudstaden Mexico City. San Juan Ixcaquixtla ligger 1 911 meter över havet och antalet invånare är 4 716.
Terrängen runt San Juan Ixcaquixtla är platt åt sydväst, men åt nordost är den kuperad. Terrängen runt San Juan Ixcaquixtla sluttar västerut. Runt San Juan Ixcaquixtla är det ganska glesbefolkat, med 21 invånare per kvadratkilometer. San Juan Ixcaquixtla är det största samhället i trakten. Omgivningarna runt San Juan Ixcaquixtla är en mosaik av jordbruksmark och naturlig växtlighet.